# Batalla de Olpas
La Batalla de Olpas fue una batalla de la guerra del Peloponeso disputada en 426 a. C. entre los ejércitos ateniense y espartano.
En 426 a. C., 3000 hoplitas de Ambracia invadieron Argos Anfiloquia en Acarnania, situada en un golfo del mar Jónico y tomaron la fortaleza de Olpas. Los acarnanios pidieron ayuda al general ateniense Demóstenes y a 20 trirremes atenienses situadas cerca. Los ambraciotas pidieron ayuda a Euríloco de Esparta, quien se las arregló para sobrepasar a los acarnanios con su ejército sin ser visto. Después de esto, Demóstenes llegó al golfo de Arta, al sur de Olpas, con sus barcos, 200 hoplitas y 60 arqueros. Se unió con el ejército acarnanio y estableció un campamento enfrente de Euríloco, donde ambas partes realizaron preparativos durante 5 días. Como los ambraciotas y los peloponesios tenían un ejército mayor, Demóstenes preparó una emboscada con 400 hoplitas de Acarnania para que entraran en acción cuando la batalla comenzara.
Demóstenes formó el flanco derecho del ejército dirigido por los griegos con tropas atenienses y mesenias, con el centro y el flanco izquierdo formado por los acarnanios y anfílocos. Euríloco se situó en el flanco izquierdo de su ejército, encarando directamente a Demóstenes y cuando estaba a punto de rodear a los acarnanios empezó la emboscada, causando pánico entre las tropas, momento en el que Euríloco fue abatido. Los ambraciotas derrotaron al flanco izquierdo de los acarnanios y anfílocos, persiguiéndolos hasta Argos, pero fueron derrotados por el resto de los acarnanios cuando volvían. Demóstenes perdió alrededor de 300 hombres, pero logró salir victorioso cuando la batalla finalizó esa noche.
Al día siguiente, Menedao, que había tomado el control cuando Euríloco murió, intentó llegar a un acuerdo con Demóstenes. Este solo permitió escapar a los líderes del ejército. De todas formas, algunos de los ambraciotas intentaron partir con Menedao y los otros comandantes. Los acarnanios los alcanzaron, permitiendo a Menedao escapar según lo prometido y mataron a los 200 ambraciotas.
Mientras tanto, Demóstenes vio que había un segundo ejército de Ambracia marchando hacia Olpas. Estos ambraciotas acamparon en el camino hacia la fortaleza de Idomene, sin conocimiento de la derrota del día anterior. Demóstenes los sorprendió allí por la noche haciéndose pasar por otro ejército ambraciota y mató a la mayor parte de ellos; el resto escapó a las colinas o hacia el mar donde fueron capturados por los 20 barcos atenienses. Al final, los ambraciotas perdieron alrededor de 1000 hombres en los dos días.
Aunque Demóstenes podía haber conquistado fácilmente Ambracia, no lo hizo, y los acarnanios y ambraciotas firmaron un tratado de paz de 100 años con ellos.